# Any-Martin-Rieux
Any-Martin-Rieux ist eine französische Gemeinde mit 455 Einwohnern (Stand 1. Januar 2022) im Département Aisne in der Region Hauts-de-France (vor 2016 Picardie). Sie gehört zum Arrondissement Vervins, zum Kanton Hirson und zum Gemeindeverband Trois Rivières.

## Geographie
Die Gemeinde liegt rund sieben Kilometer ostsüdöstlich der Stadt Hirson und acht Kilometer südlich der Grenze zu Belgien. Any-Martin-Rieux wird vom Fluss Petit Gland durchquert, der hier auch noch Rivière des Champs genannt wird. Im Norden und Osten grenzt die Gemeinden an das Département Ardennes und wird von den Nachbargemeinden Logny-lès-Aubenton im Südosten, Aubenton im Süden, Leuze im Südwesten sowie Watigny im Nordwesten umgeben.

## Bevölkerungsentwicklung
| Jahr      | 1962 | 1968 | 1975 | 1982 | 1990 | 1999 | 2010 | 2021 |
| Einwohner | 693  | 631  | 559  | 498  | 525  | 505  | 476  | 455  |

## Sehenswürdigkeiten

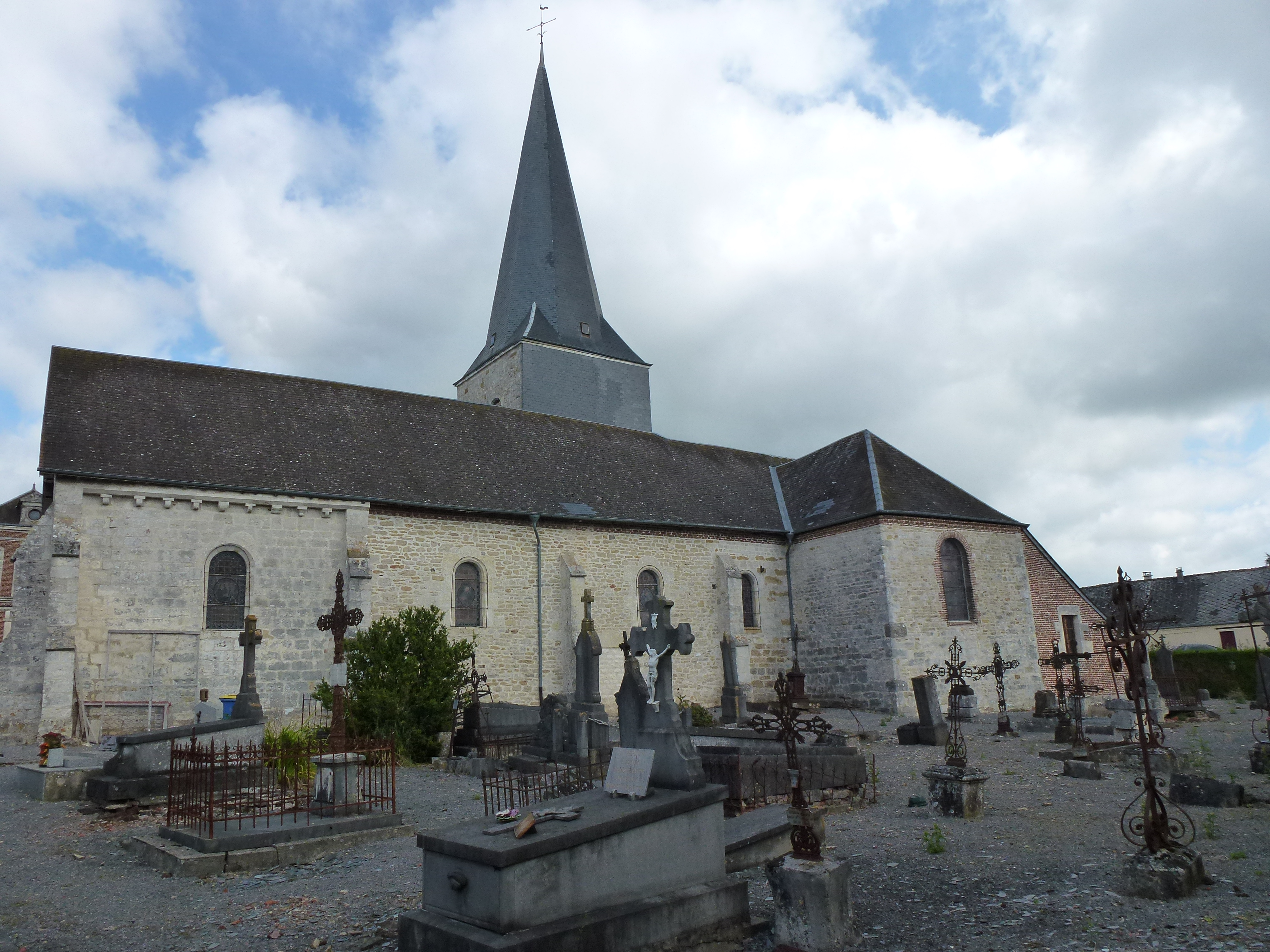
Kirche Saint-Médard

- Wehrkirche Saint-Médard